# Chytolita punctiformis
Chytolita punctiformis är en fjärilsart som beskrevs av Smith 1895. Chytolita punctiformis ingår i släktet Chytolita och familjen nattflyn. Inga underarter finns listade i Catalogue of Life.